# Behind The Lines
Behind The Lines es ek segundo álbum en solitario de David Knopfler después de salir de Dire Straits y fue grabado en Alemania en 1985. Cuenta con Pino Palladino al bajo y gran número de otros músicos destacados de la época.

## Canciones
1. Behind The Lines
2. Heart To Heart
3. Shockwave
4. Double Dealing
5. The Missing Book
6. I'll Be There
7. Prophecies
8. The Stone Wall Garden
9. Sánchez
10. One Time

## Músicos que intervinieron
- Arran Ahmun :Batería, Percusiones
- Dave "Taif" Ball :Bajo (Pistas 3 y 5)
- Judy Cheeks :Coros
- Nick Davis :Bajo (Pista 4)
- Richard Dunn :Piano, Sentizador
- Dave Jackson :Coros
- Mick Jackson :Coros
- David Knopfler :Voz, Piano y Sentizador
- George Mayr :Saxofón (Pista 5)
- Pino Palladino :Bajo
- Bub Roberts :Sentizador
- Charlie Schade :Coros
- Pat Shockley :Sentizador y Bajo sentizado (Pista 1)
- Peter Schön :Coros
- Forrest Thomas :Coros

## Productores
- David Knopfler
- Hans Rolf Schade

- Datos: Q960475